# I due pericoli pubblici
I due pericoli pubblici è un film del 1964 diretto da Lucio Fulci.

## Trama
Franco e Ciccio Introlia sono due truffatori. Un giorno si travestono da ufficiali della NATO per tentare di incassare una tangente per una esenzione alla leva e senza volere scatenano una rappresaglia aerea nucleare.